# 范德胡芬山
71°54′S 161°25′E / 71.900°S 161.417°E
范德胡芬山（英語：Mount Van der Hoeven），是南極洲的山峰，位於維多利亞地的彭內爾海岸，海拔高度1,940米，美國地質調查局根據測量和該國海軍的空中照片繪入地圖，現時由南極條約體系管理。